# Наскальные рисунки Средиземноморского побережья Испании
Наскальные рисунки Средиземноморского побережья Испании (также Левантинское искусство) — группа из более чем 700 мест на восточном побережье Испании, содержащих образцы наскального искусства, восходящего к, как предполагается, палеолитическому или (что более вероятно) мегалитическому периодам каменного века.
Рисунки представляют собой небольшие схематичные фигуры людей и животных; изображений растений практически не встречается, но изредка присутствуют изображения грибов. Данная группа является самым большим местом концентрации доисторических наскальных рисунков на территории Европы. Хотя большая часть этих рисунков расположена недалеко от побережья, их также находят в автономных сообществах Арагон и Кастилия — Ла-Манча.
Их изучением активно занимался в середине XX века испанский археолог и историк первобытного общества Мартин Альмагро-Басч.
В 1998 году эти наскальные рисунки были включены в список объектов всемирного наследия ЮНЕСКО.